# Lamaismus
Als Lamaismus bezeichnen zahlreiche westliche Autoren und Tibetologen sowie einige tibetische Autoren die vorwiegend im tibetischen, mongolischen und mandschu-tungusischen Kulturkreis sowie in Bhutan, Sikkim und Ladakh verbreitete Form des Buddhismus. Auch in der Mongolistik ist der Begriff üblich. Der Begriff ist nach Heinz Bechert bestimmt durch die Konjunktion der kritischen Attribute:
- Berufung auf den Kanjur als Buddhavacana (Lehrüberlieferung Buddhas),
- Tibetisch als Kultsprache und
- Ordination nach dem Vinaya der Mulasarvastivadin.

Die beiden Hauptvertreter der unter diesem Oberbegriff zusammengefassten Richtungen sind
- der tibetische Buddhismus und
- der mongolische Buddhismus.

Die gelegentlich anzutreffende Gleichsetzung mit dem Vajrayana-Buddhismus ist unzutreffend, da dieser (neben Sutrayana und Mahayana) lediglich eines der drei Lehrsysteme („Fahrzeuge“) des Lamaismus ist und das Vajrayana (neben historischen Schulen) auch in China und Japan eigene Formen ausgebildet hat (Mizong und Mikkyō).

## Autoren
Zu den genannten westlichen Autoren und Tibetologen gehören
- Oliver Freiberger[2]
- Per Kvaerne[3]
- Heinz Bechert[4]
- Edward Conze[5]
- Giuseppe Tucci[6]
- Walther Heissig[7]
- Luciano Petech[8]
- Rudolf Petri[9]
- Rolf A. Stein[10]
- Albert Grünwedel[11]
- Emil Schlagintweit[12]
- Sándor Kőrösi Csoma[13]
- Karl Friedrich Koeppen[14]
- Ernst Schäfer[15]
- Karl-Heinz Everding[16]
- Sven Hedin[17]
- Andreas Gruschke[18]
- Helmut Hoffmann[19]
- L. A. Waddell[20]
- Han Suyin[21]

Tibetische Autoren sind
- Dawa Norbu[22]
- Tenzin Chhodak[23]
- Tsultim Gyatso[24].

## Kritik
In jüngerer Zeit wird die Verwendung des Begriffs vor allem von tibetischen Buddhisten (u. a. dem Dalai Lama) bzw. Anhängern des tibetischen Buddhismus kritisiert. Plädiert wird in der Regel für den Begriff „Tibetischer Buddhismus“ als Alternative. Problematisch ist jedoch die Anwendung von „Tibetischer Buddhismus“ als Oberbegriff z. B. auf den Mongolischen Buddhismus, für den der Tibetische Buddhismus lediglich der Prototyp ist. Von akademischer Seite argumentiert Donald Sewell Lopez, dass der Begriff vermutlich eine westliche Adaption des chinesischen lǎmajiào 喇嘛教 darstellt, was sich als „Lehre der Lamas“ übersetzen lässt. Das Wort lǎmajiào sei während der Qing-Dynastie ins Chinesische eingeführt worden, um die von ihr (vor allem durch Kaiser Qianlong) protegierte Form des Buddhismus von der chinesischen Form, fójiào 佛教, zu unterscheiden. Lopez kritisiert die Verwendung des Begriffs in der chinesischen Propaganda sowie die Loslösung des Begriffes von der kulturellen und politischen Realität Tibets im westlichen Diskurs. Lopez’ Buch Prisoners of Shangri-La wurde sehr kontrovers beurteilt, u. a. von Robert A. F. Thurman scharf kritisiert: „Das Buch ist grundsätzlich verdorben durch die üblichen Markenzeichen einer Polemik: bloße Behauptungen vorgeführt als Beweise, verworrene Verzerrungen in der Argumentation und ein Posieren des Autors in schulmeisterlicher Selbstgerechtigkeit“ (The book is fundamentally marred by the usual trademarks of a polemic: mere assertions paraded as evidence, confused distortions in reasoning, and an authorial pose of scholarly self-righteousness). Per Kværne verteidigt den Gebrauch des Begriffs ‚Lamaismus‘, wenn er ohne pejorative Nebenbeutung gebraucht wird: „Dieser Begriff unterstreicht die Schlüsselrolle, welche der geistige Lehrer (‚Lama‘) in der religiösen Gesellschaft Tibets einnimmt. Bisweilen hat ‚Lamaismus‘ einen abschätzigen Unterton im Sinne eines ‚entarteten‘ Buddhismus erhalten; wenn man diese Bedeutung jedoch bewusst ausschließt, lässt er sich durchaus verwenden, da er auf eine Tatsache von grundlegender Bedeutung hinweist: der Lama muss in Tibet nicht unbedingt ein vollordinierter Mönch (dge-slong) sein, und dementsprechend bleibt die Weitergabe des dharma nicht wie in anderen buddhistischen Ländern allein dem Mönch vorbehalten.“